# 長青國際航空
長青國際航空（英語：Evergreen International Airlines）是一間總部設於美國俄勒岡州麥克文維的貨運航空公司，經營定期貨運班機、貨運包機以及貨機濕租業務，機組基地設於紐約約翰·甘迺迪國際機場。

## 歷史
長青國際航空的前身於1960年由戴爾福德·史密斯成立，以長青直升機的名稱開始運營。1975年，該公司取得約翰遜航空公司（Johnson Flying Service）的運營許可證，並與山際航空（Intermountain Airlines）合併，組建長青國際航空。1979年，長青國際航空控股公司成立。
長青國際航空一架編號為N473EV的波音747曾於1990年參與拍攝電影《終極警探2》。
2013年11月9日，該公司宣佈因財務問題將於同月30日起結束營運。12月31日向德拉瓦州申請破產。

## 目的地
截至2012年12月，长青国际航空提供前往如下地点的定期货运班机服务：
- 国内：安克雷奇、紐約、芝加哥、邁阿密
- 国际：名古屋、香港、上海、法蘭克福

## 機隊
截至2013年8月，長青國際航空機隊如下:
| 機型                   | 在役 | 訂購 | 停場 | 備註                     |
| ---------------------- | ---- | ---- | ---- | ------------------------ |
| 波音747-121SF/-132SF   | 0    | 0    | 11   | 其中一架為滅火飛機       |
| 波音747-273C           | 0    | 0    | 2    |                          |
| 波音747-212BSF/-230BSF | 0    | 0    | 6    |                          |
| 波音747-230F           | 0    | 0    | 1    |                          |
| 波音747-4H6BDSF        | 1    | 0    | 0    |                          |
| 波音747-446BCF/-4B5BCF | 2    | 0    | 0    | N779BA仍使用大韓航空塗裝 |
| 波音747-412F           | 1    | 0    | 0    | 曾租予沙特阿拉伯航空     |

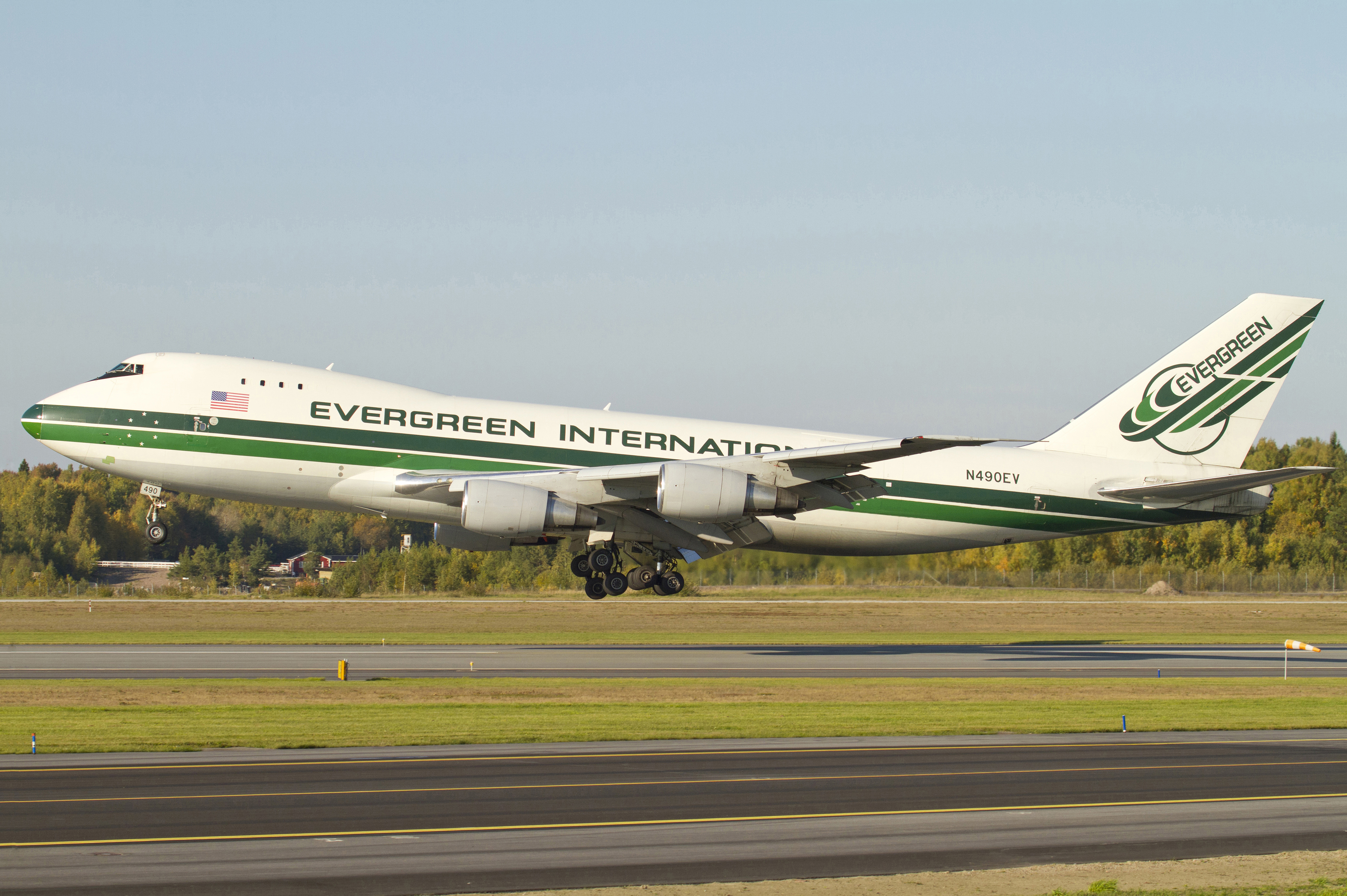
一架波音747-230F降落在斯德哥爾摩－阿蘭達機場

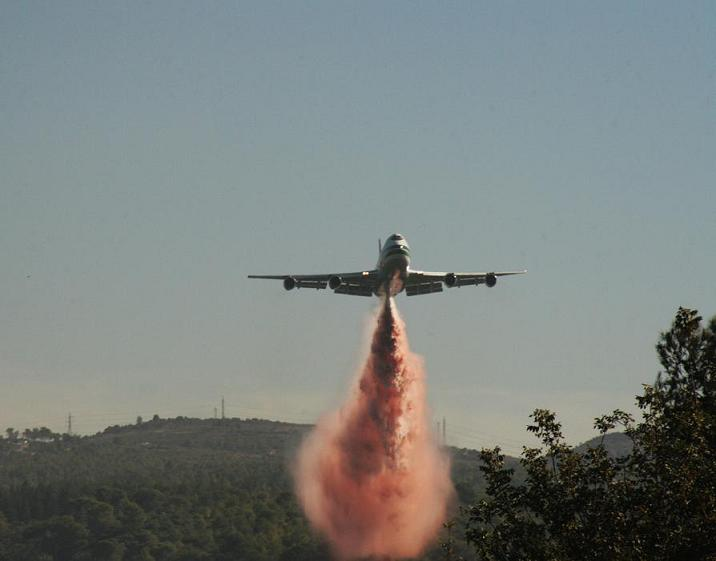
2010年12月5日，長青國際航空的波音747-100灭火飞机執行卡梅爾山區森林大火的滅火任務

長青國際航空旗下曾為波音公司運營三架運送波音787機身半成品的波音747-400LCF“載夢者”，惟已於2010年9月將協議轉至亞特拉斯航空。該公司也負責操作同溫層紅外線天文台項目使用的波音747SP。
長青國際航空公司也將一架波音747-100改裝為滅火飛機，該計劃於2006年10月獲得FAA認證。這架“超級滅火機”所搭載的阻燃劑容量至少是之前已有空中滅火飛機的7倍。2010年12月，以色列租用長青航空的波音747滅火機撲滅卡梅爾山區森林大火。
2007年8月，長青國際航空宣佈訂購三架波音747-400BCF，計劃於2009年夏季交付，但直至2012年才得以投入使用。2012年12月，長青國際航空將其最後三架波音747-200除役。

### 已退役機型
長青國際航空曾運營如下機型：
- 波音727-100F
- 波音747-100F
- 道格拉斯DC-9-32CF
- 洛克希德P-2海王星
- 麥道DC-8-33(F)
- 洛克希德L-188A

## 外部連結

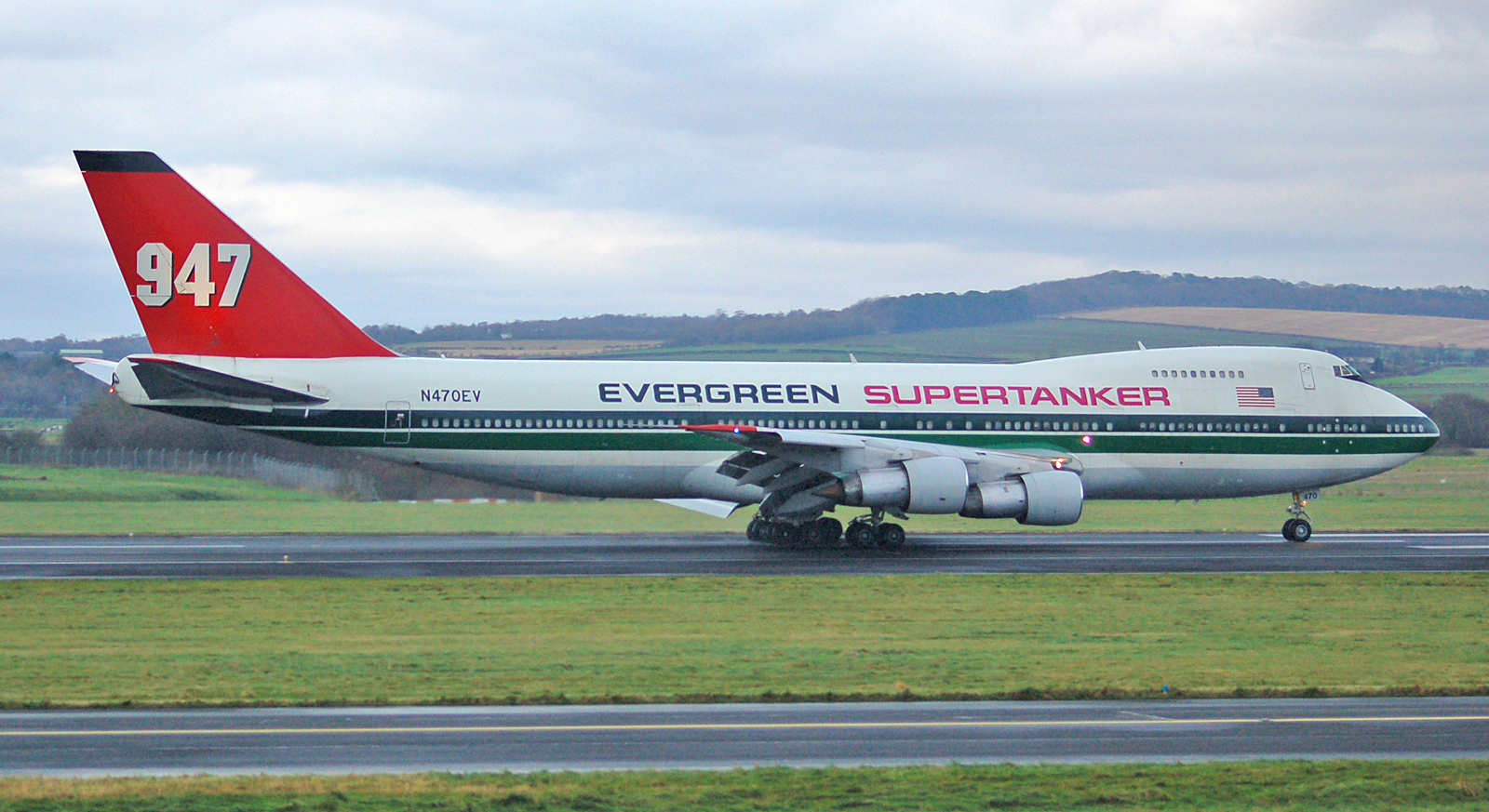
長青國際航空的波音747-273C

- Evergreen International Airlines （页面存档备份，存于）